# Hermansverk
Hermansverk o Leikanger es un pueblo del municipio de Leikanger en el condado de Vestland, Noruega. El pueblo sirve de centro administrativo del municipio de Leikanger y fue la capital del condado de Sogn og Fjordane hasta la reforma regional de 2020—aunque se suele referir a la capital del condado como Leikanger, y no Hermansverk—.
Originalmente, había dos pequeñas aldeas situadas a 1,5 km de distancia en la costa norte del Sognefjorden, en Leikanger. La carretera "55" conecta las dos áreas. La iglesia principal del municipio estaba en Leikanger, mientras que la administración municipal y del condado se enccontraban en Hermansverk. Con los años, los dos pueblos crecieron juntos, y ahora son un solo pueblo grande. El Gobierno se refiere a la localidad como «Hermansverk/Leikanger». El área urbana también se conoce como «Systrond».
Tiene una superficie es de 1,97 km² y una población de 2079 habitantes en 2014.